# حارثة بن النعمان
حارثة بن النعمان صحابي من الأنصار من بني غنم بن مالك بن النجار من الخزرج. شهد مع النبي محمد المشاهد كلها، وتوفي في خلافة معاوية بن أبي سفيان.

## سيرته
شهد حارثة مع النبي محمد المشاهد كلها، وكانت له منازل قرب منازل النبي محمد، فكان كلما تزوّج النبي محمد تنازل له حارثة عن منزل، حتى قال النبي محمد: «لقد استحييت من حارثة، مما يتحول لنا عن منازله».
أدرك حارثة بن النعمان خلافة معاوية بن أبي سفيان، ومات فيها بعد أن ذهب بصره. وكان له من الولد عبد الله وعبد الرحمن وسودة وعمرة وأم هشام أمهم أم خالد بنت خالد بن يعيش بن قيس النجارية، وأم كلثوم أمها من بني عبد الله بن غطفان، وأمة الله وأمها من بني جندع، ومن ذريته المحدث أبو الرجال محمد بن عبد الرحمن بن عبد الله بن حارثة بن النعمان الأنصاري.

## فضله
رُوي عن حارثة أنه رأى جبريل مرتين؛ الأولى حين خرج النبي محمد إلى غزاة بني قريظة، حين مر جبريل في صورة دحية بن خليفة الكلبي، فأمر النبي محمد أصحابه بلبس السلاح؛ والثانية في الرجوع من غزوة حنين، حيث مرّ والنبي يكلم جبريل، فلم يُسلّم. فقال جبريل: «من هذا يا محمد؟»، قال: «حارثة بن النعمان»، فقال: «أما إنه من المائة الصابرة يوم حنين الذين تكفل الله بأرزاقهم في الجنة، ولو سلم لرددنا عليه». كما عُرف عن حارثة بره بأمه، حيث روت عائشة أم المؤمنين عن النبي محمد قوله: «دخلت الجنة، فسمعت قراءة، فقلت: من هذا؟ قيل: حارثة»، فقال النبي محمد: «كذلكم البر وكان برًا بأمه».